# Tizio, Caio e Sempronio
Tizio, Caio e Sempronio sono i nomi di tre ipotetiche persone, utilizzati in italiano per indicare una qualsiasi persona presa ad esempio.

## Origine
I tre nomi compaiono per la prima volta riuniti nelle opere di Irnerio, giureconsulto medievale dello Studio di Bologna. Una classica interpretazione è la seguente:
- Tizio = Tiberio Gracco; fratello di Gaio;
- Caio = Gaio Gracco, fratello di Tiberio;
- Sempronio = Sempronio Gracco, padre di Tiberio e Gaio.

Erano i nomi più diffusi nell'esemplificazione giuridica, e attraverso i manuali di diritto sono entrati nell'uso comune al punto che "Tizio" è divenuto sinonimo di "un tale"; spesso sono scritti con l'iniziale minuscola.
Sempronius era già usato nell'epoca classica, specialmente nel Digesto di Giustiniano. Gaius, oltre ad essere uno dei più diffusi praenomina romani, era il nome di un famoso giureconsulto, per cui doveva facilmente venire alla memoria dei giuristi, che per primi utilizzarono questi personaggi ipotetici.
Altri nomi utilizzati per lo stesso scopo (più raramente e recenti, usati in genere quando i primi tre non sono sufficienti) sono Mevio, Filano e Calpurnio.

## Espressioni simili in altre lingue
- Albanese: Filani apo Fisteku (usato anche come nome e cognome per la stessa persona: Filan Fisteku)
- Arabo: فلان، علان وترتان (Fulàn, 'Illàn u Tirtàn)
- Azero: Ali, Vali, Pirvali
- Cinese: 张三、李四、王二麻子 (pinyin: zhāng sān,lǐ sì,wáng èr má zi)
- Francese: Pierre, Paul ou Jacques
- Greco: Τάδε και Δείνα
- Inglese: Tom, Dick and Harry
- Norvegese: Gud og hvermann (letteralmente Dio e ogni uomo)
- Olandese: Jan en Alleman
- Persiano: Are, Oore, Shamsi Kooreh
- Polacco: Ptyś Ptyśkiewicz
- Portoghese: Fulano, Beltrano e Sicrano[4]
- Romeno: Ion, Vasile, Gheorghe, Ana
- Russo: Ivanov, Petrov, Sidorov
- Sardo: Fulanu, Bodale e Nighele
- Serbo: Pera, Žika, Laza oppure Kurta i Murta
- Spagnolo: Fulano, Zutano, Mengano y Perengano
- Svedese: Andersson, Pettersson och Lundström
- Tedesco: Hinz und Kunz
- Ucraino: Fedja, Vasja
- Urdu: ایراغیرہ نتھو خیرا (Era Ghera, Nathu, Khera)